# Теплоємність електронного газу
Теплоє́мність електро́нного га́зу — кількість теплоти, яку необхідно надати електронному газу для того, щоб підвищити його температуру на 1 К, набагато менша за величиною при високих температурах, ніж теплоємність кристалічної ґратки.
Мале значення теплоємності електронного газу зумовлене тим, що тільки невелика частина всіх електронів може отримувати енегрію. 

## Вироджений газ
Для виродженого електронного газу металів теплоємність визначається формулою
{\displaystyle c_{V}^{e}={\frac {\sqrt {2}}{3}}{\frac {m^{*3/2}}{\hbar ^{3}}}\mu _{0}^{1/2}k_{B}^{2}T},
де {\displaystyle m^{*}} — ефективна маса електронів, {\displaystyle \hbar } — приведена стала Планка, {\displaystyle k_{B}} — стала Больцмана,
{\displaystyle \mu _{0}} — енергія Фермі, T — температура.
Теплоємність прямує до нуля при малих температурах, задовільняючи теорему Нернста, і лінійно зростає з температурою. Оскільки теплоємність кристалічної ґратки при низьких температурах пропорційна кубу температури (дивіться закон Дебая), то існує область низьких температур, при яких теплоємність електронів більша за теплоємність ґратки. Однак при температурах, вищих за температуру Дебая, вклад електронної підсистеми в загальну теплоємність твердого тіла не перевищує кількох відсотків. Для цих температур справедливе
{\displaystyle {\frac {c_{V}^{e}}{c_{V}^{L}}}\approx {\frac {k_{b}T}{\mu _{0}}}},
де {\displaystyle c_{V}^{L}} — теплоємність кристалічної ґратки.
Пояснюється таке співвідношення тим, що вклад у електронну теплоємність вносять лише ті електрони, які мають енергію близьку до енергії Фермі. Електрони з енергіями, набагато нижчими за енергію рівня Фермі, не можуть отримувати тепло, оскільки для збільшення енергії їм потрібно було б перейти на близькі енергетичні рівні всередині зони, а ці рівні зайняті іншими електронами. За принципом Паулі перехід у зайнятий іншим електроном стан неможливий.

## Невироджений електронний газ
У власних напівпровідниках електронний чи дірковий газ у, відповідно, зоні провідності чи валентній зоні, невироджений. Електрон чи дірка можуть змінювати свою енергію оскільки їхня концентрація мала в порівнянні з кількістю вільних станів. Проте таких електоронів чи дірок у власному напівпровіднику небагато, тому, хоча вклад кожного з них в теплоємність за законом рівного розподілу дорівнює {\displaystyle 3k_{B}/2}, ці квазічастинки утворюються лише при переході електрона із валетної зони у зону провідності. Ймовірність такого переходу пропорційна {\displaystyle \exp(-(E_{g}-\mu )/k_{B}T)}, де {\displaystyle E_{g}} — ширина забороненої зони, а μ — хімічний потенціал. При високих температурах {\displaystyle \mu \approx E_{g}/2}. Оскільки {\displaystyle E_{g}\gg k_{B}T} вклад електронів і дірок у теплоємність незначна. Її можна оцінити за формулою
{\displaystyle c_{V}^{e}=k_{B}n_{i}\exp(-E_{g}/2k_{B}T)\left({\frac {15}{2}}+3{\frac {E_{g}}{k_{B}T}}+{\frac {1}{2}}\left({\frac {E_{g}}{k_{B}T}}\right)^{2}\right)}